# Team FixIT.no/Saison 2015
Dieser Artikel listet Erfolge und Fahrer des Radsportteams FixIT.no in der Saison 2015 auf.

## Erfolge in der UCI Africa Tour
| Datum     | Rennen                   | Kat. | Sieger         |
| --------- | ------------------------ | ---- | -------------- |
| 11. April | 9. Etappe Tour du Maroc  | 2.2  | Filip Eidsheim |
| 12. April | 10. Etappe Tour du Maroc | 2.2  | Filip Eidsheim |

## Abgänge – Zugänge
| Zugänge              | Team 2014               | Abgänge                   | Team 2015         |
| -------------------- | ----------------------- | ------------------------- | ----------------- |
| Åsmund Romstad Løvik | Motiv3 Pro-Cycling Team | Krisztián Lovassy         | Differdange-Losch |
| Henrik Sandal        | Neoprofi                | Sondre Gjerdevik Sørtveit | Mountainbike      |
|                      |                         | Stian Remme               | Karriereende      |

## Mannschaft
| Name                     | Geburtstag               | Nationalität |              |
| ------------------------ | ------------------------ | ------------ | ------------ |
| Ole André Austevoll      | 15. April 1994           | Norwegen     |              |
| Filip Eidsheim           | 16. Februar 1990         | Norwegen     |              |
| Adrian Gjølberg          | 23. Februar 1989         | Norwegen     |              |
| Marius Hafsås            | 19. März 1991            | Norwegen     |              |
| Sindre Eid Hermansen     | 17. September 1993       | Norwegen     |              |
| Jan Jensen               | 9. Februar 1994          | Norwegen     |              |
| Even Rege                | 24. April 1994           | Norwegen     |              |
| Åsmund Romstad Løvik     | 1. Mai 1989              | Norwegen     |              |
| Henrik Sandal            | 31. Juli 1995            | Norwegen     |              |
| Torstein Stokkenes       | 18. September 1993       | Norwegen     |              |
| Stagiaires               | Stagiaires               | Nationalität | Nationalität |
| Andreas Skjaelø Jacobsen | Andreas Skjaelø Jacobsen | Norwegen     |              |
| Kristoffer Madsen        | Kristoffer Madsen        | Norwegen     |              |